# 西日本鉄道宇美自動車営業所

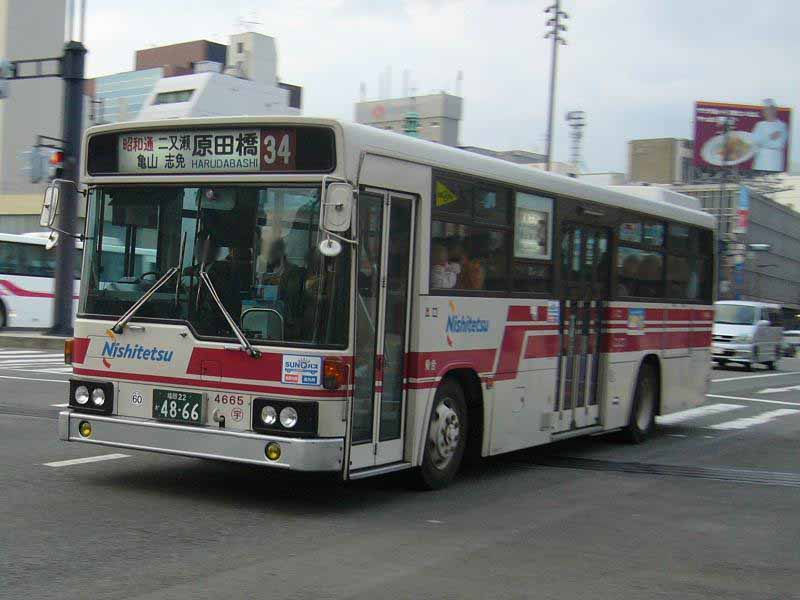
宇美自動車営業所所属車両（車番4665・既に廃車）

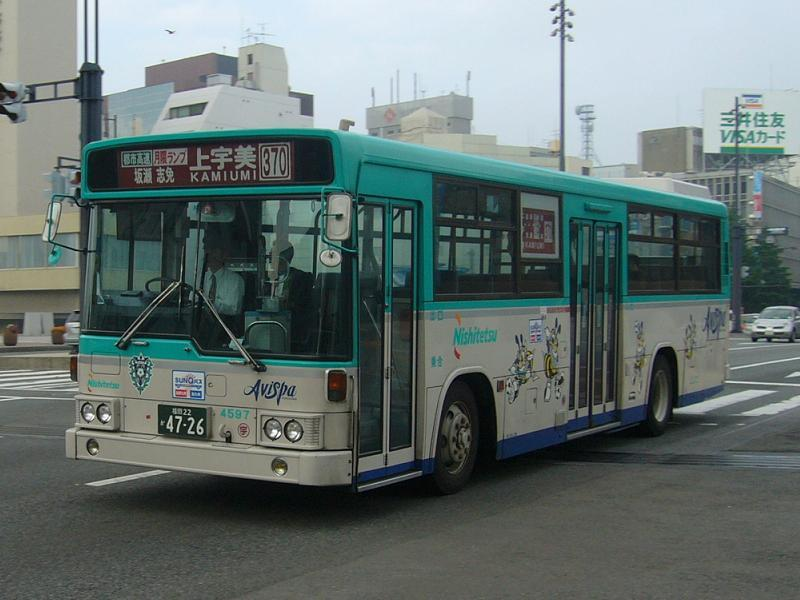
宇美営業所には地元のプロサッカークラブ「アビスパ福岡」の塗装を施された車両が1台配置されていたが、現在は廃車されている（車番4597）

宇美自動車営業所（うみじどうしゃえいぎょうしょ）は、西日本鉄道のバス営業所の一つで、主に福岡市都心部と宇美、志免、須恵、粕屋地区を結ぶ路線を担当する営業所である。管轄下に桜丘車庫が存在し、坂瀬線を主に担当している。かつては早見車庫も存在したが、転回場のみとなり、担当していた四王寺坂線・空港循環線は宇美本所に引き継がれた。現在営業所表記は○宇。
福岡都市圏においてnimoca導入が最後になった拠点である。

## 所在地

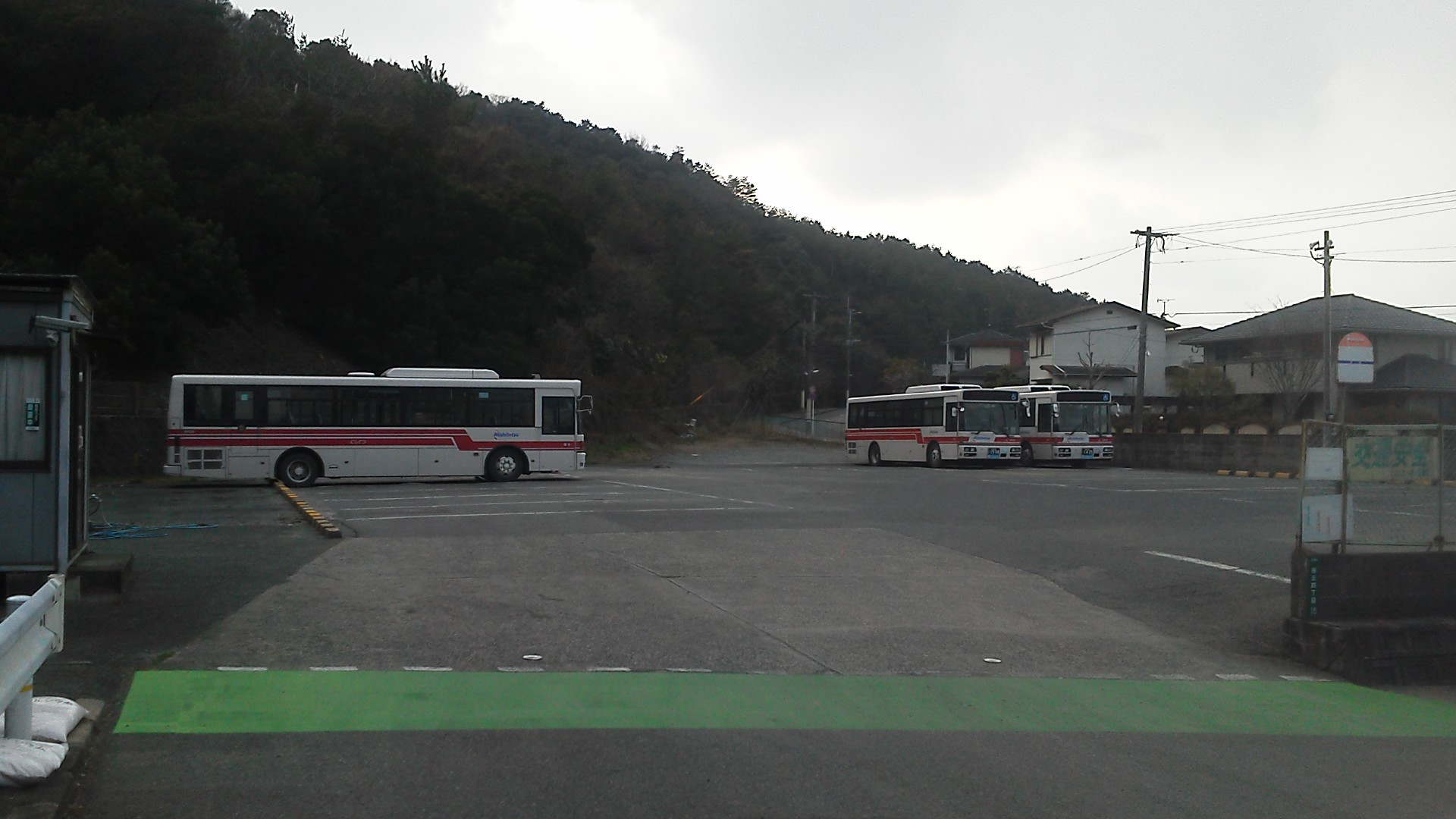
桜ヶ丘車庫（2014年3月9日）

- 宇美営業所
  - 福岡県糟屋郡宇美町宇美6丁目7番1号
    - 最寄バス停：宇美営業所
- 宇美営業所桜ヶ丘車庫
  - 福岡県糟屋郡志免町桜ヶ丘4番159号
    - 最寄バス停：桜丘第四
- 宇美営業所早見車庫(転回場のみ)
  - 福岡県糟屋郡宇美町若草2丁目17-2
    - 最寄停留所：四王寺坂

## 歴史
- 1964年（昭和39年）8月26日 - 宇美自動車営業所を新設。
- 1976年（昭和51年）11月1日 - 桜ヶ丘車庫を新設。（開設当時は桜ヶ丘自動車営業所）
- 1996年（平成8年）12月1日 - 宇美自動車営業所管内の路線を再編成する白紙ダイヤ改正を実施。
- 2001年（平成13年）2月1日 - 早見車庫敷地内に二日市交通(現在の西鉄バス二日市)宇美支社を新設。当時の桜ヶ丘自動車営業所を宇美自動車営業所に統合。現地出退勤の桜ヶ丘車庫となる。
- 2009年（平成21年）3月15日 - 宇美営業所・桜ヶ丘車庫・西鉄バス二日市宇美支社にnimoca導入。福岡都市圏では最後の導入となった。
- 2017年（平成29年）3月25日 - 西鉄バス二日市宇美支社を閉所、宇美自動車営業所に統合。引き続き現地出退勤の早見車庫となる。
- 2021年（令和3年）3月13日 - 早見車庫敷地内での現地出退勤が終了となり、転回場のみとなった。

## 桜ヶ丘、早見車庫 ○表記について

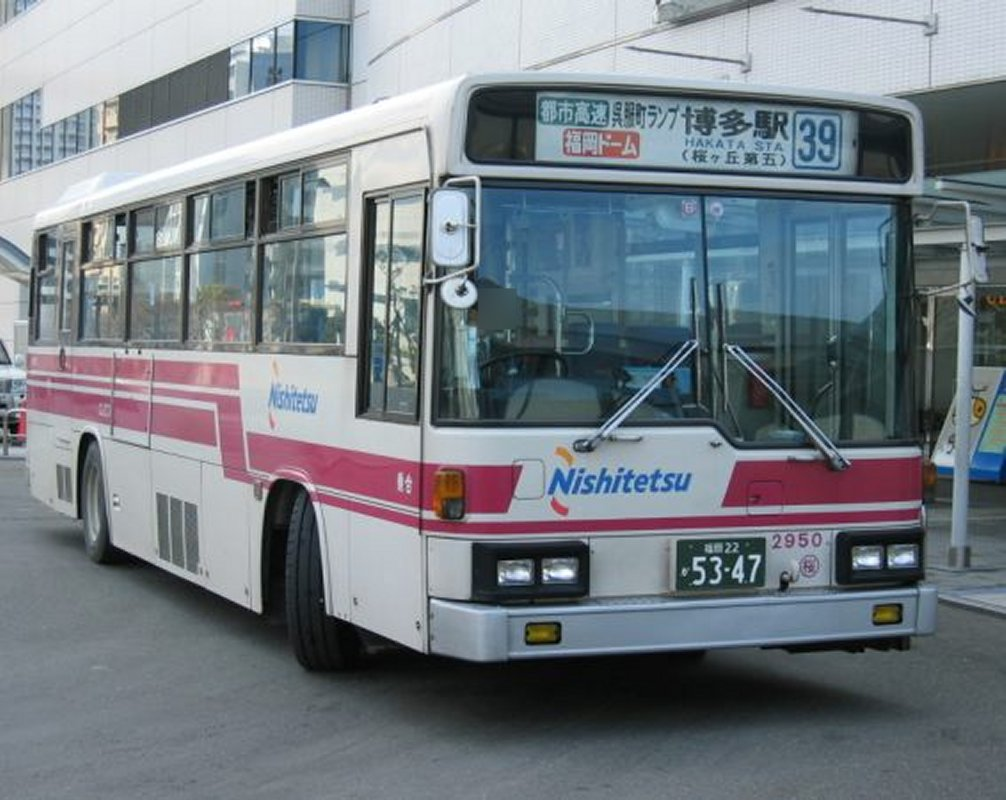
○桜表記で運行されていた頃の車両。2004年福岡タワー南口にて撮影。

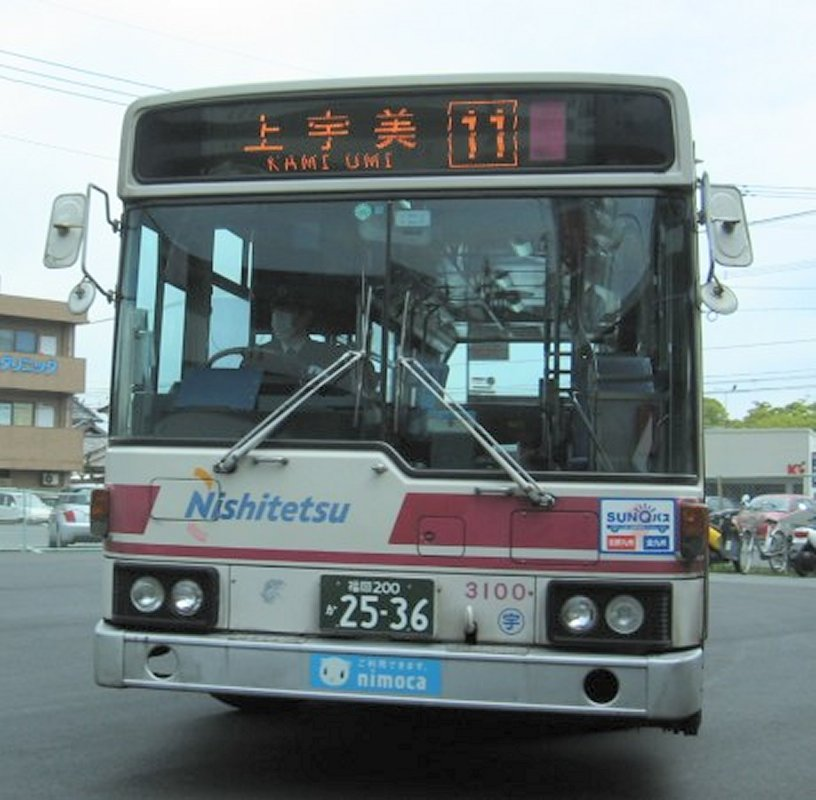
西鉄バス二日市宇美支社時代の車両で青色の○宇表記でした。2013年上宇美にて撮影。

桜ヶ丘営業所時代の車両の表記は○桜だった。そして宇美営業所桜ヶ丘車庫に引き継がれた車両はそのまま○桜表記で運行されていたが次第に○宇表記に変更された。現在の早見車庫が西鉄バス二日市宇美支社時代だった頃の車両は青色の○宇表記で宇美営業所の車両と区別していたが、宇美支社閉所で引き継がれた車両は赤、黒色の○宇表記に変更された。

## 管轄路線
- 2025年3月15日現在の路線（太字は終点・始発停留所）

### 宇美線
福岡市中心部と志免・宇美地区を結ぶ路線である。1987年にそれまで天神起終点だった系統が大濠公園に延伸された。
- ■■ 30
- 大濠公園行きは博多駅から■32で運行
  - イオンモール福岡 - 亀山 - 豊二丁目 - 博多バスターミナル - 蔵本 - 天神 - 法務局前 - 大濠公園

天神・博多駅から空港通り経由でイオンモールを結ぶ路線。
- ■■ 32
  - 原田橋 - 宇美八幡前 - 志免 - 亀山 - 豊二丁目 - 博多バスターミナル - 蔵本 - 天神 - 法務局前 - 大濠公園
  - 極楽寺 - 障子岳 - 飛岳団地 - 志免 - 亀山 - 豊二丁目 - 博多バスターミナル - 蔵本 - 天神 - 法務局前 - 大濠公園
  - 上宇美 - 宇美八幡前 - 志免 - 亀山 - 豊二丁目 - 博多バスターミナル - 蔵本 - 天神 - 法務局前 - 大濠公園
  - 別府→亀山→志免→宇美八幡前→宇美営業所
  - 新生→志免→亀山→豊二丁目→博多バスターミナル

天神・博多バスターミナルから空港通り経由で上宇美・原田橋・極楽寺を結ぶ路線。
2023年3月25日のダイヤ改正で平日朝に新生発博多バスターミナル行きを新設した。
- ■■ 33
  - 極楽寺 - 障子岳 - 飛岳団地 - JR宇美駅 - 上宇美 - 宇美八幡前 - 志免 - 新屋敷 - 亀山 - 豊二丁目 - 東光町 - 博多バスターミナル

博多バスターミナルから空港通り経由でJR宇美駅を通って極楽寺を結ぶ路線。
- ■■ 34
  - 原田橋 - 宇美八幡前 - 志免 - 亀山 - 二又瀬 - 妙見 - 千代町 - 蔵本 - 天神 - 法務局前 - 大濠公園
  - 極楽寺 - 障子岳 - 飛岳団地 - 志免 - 亀山 - 二又瀬 - 妙見 - 千代町 - 蔵本 - 天神 - 法務局前 - 大濠公園
  - 上宇美 - 宇美八幡前 - 志免 - 亀山 - 二又瀬 - 妙見 - 千代町 - 蔵本 - 天神 - 法務局前 - 大濠公園
  - 天神→蔵本→千代町→妙見→二又瀬→亀山→志免→志免東中学校→新生

天神から千代町・妙見経由で（博多駅は通らない）上宇美・原田橋・極楽寺を結ぶ路線。旧国鉄勝田線代替バスでもある。
2023年3月25日のダイヤ改正で平日朝に天神発新生行きを新設した。

### 須恵線
福岡市中心部（天神）・イオンモール福岡と宇美営業所を須恵・新原地区を経由し結ぶ路線。
- ■■ 36
  - 宇美営業所 - 新原 - 一番田 - 酒殿 - （イオンモール福岡） - 扇橋 - 二又瀬 - 妙見 - 千代町 - 蔵本 - 天神

### 四王寺坂線
博多バスターミナルから福岡空港前・坂瀬・志免経由で四王寺坂を結ぶ路線。
- ■■ 37
  - 四王寺坂 - JR宇美駅 - 上宇美 - 宇美八幡前 - 志免 - 月隈団地前 - 福岡空港前 - 豊二丁目 - 博多バスターミナル
- ■■ 37-1
- 四王寺坂行きは稲城から37で運行
  - 四王寺坂 - JR宇美駅 - 上宇美 - 宇美八幡前 - 志免 - 月隈団地前 - 福岡空港前 - 八郎町 - 榎田町 - 博多バスターミナル

### 坂瀬線
福岡市中心部と月隈団地・桜丘・ひばりヶ丘団地地区を結ぶ路線。
- ■■ 38
  - ひばりが丘団地 - 桜丘第四 - 月隈団地 - 福岡空港前 - 二又瀬 - 榎田町 - 博多バスターミナル
- ■■ 39
  - 上宇美 - ひばりが丘団地 - 桜丘第四 - 月隈団地 - 福岡空港 - 二又瀬 - 豊二丁目 - 博多バスターミナル
  - 桜丘第五←桜丘第四←月隈団地←福岡空港←二又瀬←豊二丁目←博多バスターミナル
- ■■ 快速39
  - 上宇美 - ひばりが丘団地 - 桜丘第四 - 月隈団地 - 福岡空港 - （空港通り） - 豊二丁目 - 博多バスターミナル
  - 桜丘第五 - 桜丘第四 - 月隈団地 - 東平尾 - 福岡空港 - （空港通り） - 豊二丁目 - 博多バスターミナル
- ■■■ 快速139（福岡タワー行は博多バスターミナルから306/ひばりが丘団地行は奥の堂から39で運行）
  - 上宇美→ひばりが丘団地 - 桜丘第四 - 月隈団地 - 福岡空港 - （空港通り） - 豊二丁目 - 博多バスターミナル - 呉服町 - （呉服町RP - 都市高速 - 西公園RP） - 中央市民プール前 - 九州医療センター - ヒルトン福岡シーホーク - 福岡タワー(TNC放送会館)
- ■ 無番
  - 桜丘第四→ひばりが丘団地→上宇美
- ■■ 39B
  - ひばりが丘団地 - 桜丘第四 - 月隈団地 - 東平尾公園入口 - 豊二丁目 - 博多バスターミナル
- ■■ 370
  - 上宇美 - 宇美八幡前 - 志免 - 月隈団地 - 月隈 - （月隈RP - 都市高速 - 千代RP） - 呉服町 - 蔵本 - 天神
- ■■ 390
  - 上宇美 - ひばりが丘団地 - 桜丘第四 - 月隈団地 - 月隈 - （月隈RP - 都市高速 - 千代RP） - 呉服町 - 蔵本 - 天神
- □ 1
  - 上宇美→ひばりヶ丘団地→桜丘第四→月隈団地→福岡空港
- ■ 43（平日朝のみ）
  - 博多バスターミナル→比恵→板付→月隈→金隈

### 空港循環線
- ■□ 3
  - 宇美営業所 - 宇美町役場入口 - 下宇美 - 新原 - アザレアホール前 - 上須恵口 - 一番田 - 城山団地 - 四王田団地 - 旅石八幡 - 東公園台二丁目 - 志免鉄道公園 - 片峰新橋 - 博多の森陸上競技場 - 東平尾公園入口 - 東平尾 - 福岡空港
  - 須恵役場前→上須恵口→一番田→城山団地→四王田団地→旅石八幡→東公園台二丁目→志免鉄道公園→片峰新橋→博多の森陸上競技場→東平尾公園入口→東平尾→福岡空港
    - 福岡空港から博多の森・一番田・新原経由で宇美営業所を結ぶ路線。
    - 運行開始当初は■37-3であったが再編後に■ 3に変更された。

- ■□ 5
  - 佐谷 - 永原 - 上須恵口 - 須恵役場前 - 新生 - 吉原 - 志免 - 下志免 - 新屋敷 - 刈屋 - 亀山 - 別府 - 福岡空港
    - 福岡空港から亀山・志免・新生経由で佐谷を結ぶ路線。
    - 当初は福岡空港～新生で運行開始、■□4と再編後に福岡空港～新生～佐谷で運行。

### イオンモール福岡線
- 無番
  - イオンモール福岡 - 博多の森競技場前 - 東平尾 - 福岡空港

### 南福岡線
- ■ 11
  - JR宇美駅 - 上宇美 - 宇美営業所 - 乙金 - 中 - 桜並木駅 - JR南福岡駅
- □■ 43
  - 福岡空港 - 東平尾 - 月隈 - 金隈 - 金隈病院入口 - 中 - 桜並木駅 - JR南福岡駅

### アイランド海の中道線
- ■■ 直行（臨時）
  - サンシャインプール（海ノ中道海浜公園）- マリンワールド海の中道 - （香椎浜RP - 都市高速 -  呉服町RP） - 蔵本 - 天神※全停留所記載
- ■■ 25B
  - 大岳 - 西戸崎駅前 - マリンワールド海の中道 - アイランドアイ前 - （アイランドシティRP - 都市高速 - 呉服町RP） - 蔵本 - 天神

## 過去の路線

### 宇美線
- ■□ 33
  - 博多駅 - 緑橋 - 吉塚新川 - 妙見 - 二又瀬 - 亀山 - 南里 - 志免 - 下宇美 - 宇美営業所
  - 博多駅 - 緑橋 - 吉塚新川 - 妙見  - 二又瀬 - 福岡空港前 - 宝満尾 - 月隈 - 金隈

- ■□ 35
  - 西公園 - 天神 - 蔵本 - 千代町 - 妙見 - 箱崎駅 - 前川町 - 二又瀬 - 亀山 - 志免 - 下宇美 - 宇美営業所
    - 旧勝田線に沿って福岡県道68号福岡大宰府線を箱崎から宇美まで運行した路線。

  - 西公園 - 天神 - 蔵本 - 千代町 - 妙見 - 箱崎駅 - 前川町 - 二又瀬 - 亀山 - 志免 - 下宇美 ‐ 原田橋 - 只越口
    - 末期は只越口の系統のみが1日3往復運行していた。

- ★ 深夜
  - 天神→蔵本→祇園町→博多バスターミナル→豊二丁目→亀山→志免→宇美八幡前→宇美営業所
- ■ 無番
  - 上宇美 - 飛岳団地 - 障子岳
- ■ 2
  - イオンモール福岡 - 志免 - 宇美八幡前 - 上宇美
上宇美から志免経由でイオンモールを結ぶ路線。

### 須恵線
- ■■ 36
  - 宇美営業所 - 下宇美 - 柳原 - 上の原 - 佐谷 - (恵山閣) - 一番田 - 酒殿 - 扇橋 - 二又瀬 - 妙見 - 千代町 - 蔵本 - 天神
- 無番
  - 宇美営業所 ← 上宇美 ← 柳原 ← 上の原 ← 佐谷
    - 佐谷経由の■■36廃止後、■□ 37-2(福岡空港～佐谷)運行開始時に佐谷～上の原間が免許維持路線として残された。

### 坂瀬線
- ■■ 35
  - 天神 - 蔵本 - 呉服町 - 千代町 - 妙見 - 東吉塚小学校前 - 二又瀬（大井中央公園） - 福岡空港 - 東平尾 - 月隈団地前 - 桜ヶ丘第四 - ひばりヶ丘団地

- ○ 37
  - 博多駅 - 堅粕 - 日の出町 - 天満町 - 道頓堀 - 二又瀬 - 福岡空港 - 宝満尾 - 月隈 ‐ 金隈
  - 博多駅 - 堅粕 - 日の出町 - 天満町 - 道頓堀 - 二又瀬 - 福岡空港宝満尾 - 月隈団地前 - 志免 - 下宇美 - 宇美営業所
- ■■快速37
  - 博多駅 ‐ 東光町 ‐ (通過) ‐ 稲城 - 福岡空港前 - 宝満尾 - 月隈団地前 - 志免 - 新生 - 新原 - 宇美営業所
- ■■37
  - 福岡タワー南口 ‐ 福岡ドーム  ‐  (西公園RP - 都市高速 - 呉服町RP) ‐ 呉服町‐ 博多駅 ‐ 豊二丁目 - 二又瀬 - 福岡空港前 - 宝満尾 - 月隈団地前 - 志免 - 新生 - 新原 - 下宇美- 宇美営業所
- □ 37
  - 志免役場前 - 志免 - 新生 - 新原 - 宇美営業所
- ■□ 37-2
- ■□4
  - 福岡空港前 - 宝満尾 - 月隈団地前 - 志免 - 新生 - 佐谷
    - ■□ 37-2として運行開始、後に■□4として運行されるが、最終的に■□5と再編され廃止。

- 〇 38(末期は無番)
  - 桜ヶ丘第四 - 月隈団地 - 志免役場前(現：下志免) - 志免
  - 桜ヶ丘第四 - 月隈団地 - 下志免 - 志免役場前
    - 志免町役場の移転に伴う行先変更

- □ 38
  - 桜ヶ丘第四 - 月隈団地 - 宝満尾 - 月隈 ‐ 金隈 - 中 - 山田 - しののめ町 - 西鉄雑餉隈駅入口 - 南福岡駅

- ■■ 38
  - 天神 - 蔵本 - 呉服町 - 博多駅 ‐ 榎田町 - 二又瀬 - 福岡空港前 - 宝満尾 - 月隈団地前 - 下志免 - 東志免 - 下宇美 - 宇美営業所
    - 一時期、1便のみ新生経由(複乗)していた。
- ■■ 39
  - 博多駅 - 豊二丁目 - 二又瀬 - 福岡空港 - 宝満尾  - 月隈 - 金隈
  - 天神 - 蔵本 - 呉服町 - 博多駅 ‐ 豊二丁目 - 二又瀬 - 福岡空港前 - 宝満尾 - 月隈団地前 - 下志免 - 東志免
- ■■ 39
  - （39番:現行路線 上宇美 - 博多バスターミナル）←呉服町←蔵本←天神←法務局前←大濠公園
  - （39番:現行路線 桜丘第五←博多バスターミナル）←呉服町←蔵本←天神←法務局前←大濠公園
- ■■ 快速39
- 大濠公園行きは博多バスターミナルから■32で運行
  - （快速39番:現行路線 上宇美 - 博多バスターミナル） - 呉服町 - 蔵本 - 中洲 - 天神 - 法務局前 - 大濠公園
  - （快速39番:現行路線 桜丘第五 - 博多バスターミナル） - 呉服町 - 蔵本 - 中洲 - 天神 - 法務局前 - 大濠公園
- ■■■ 139  （博多バスターミナルから306で運行）
  - 上宇美 - ひばりが丘団地 - 桜丘第四 - 月隈団地 - 福岡空港 - 二又瀬 - 豊二丁目 - 博多バスターミナル - 呉服町 - （呉服町RP - 都市高速 - 西公園RP） - 中央市民プール前 - ヤフオクドーム前 - 九州医療センター - ヒルトン福岡シーホーク - 福岡タワー(TNC放送会館)
- ■■■ 快速139（博多バスターミナルから306で運行）
  - 桜丘第五 - （快速139番:現行路線 桜丘第四 - 福岡タワー(TNC放送会館)）
  - 上宇美←（快速139番:現行路線 ひばりが丘団地 - 福岡タワー(TNC放送会館)）
- ■■ 39B
  - 大濠公園行きは博多バスターミナルから■32で運行
    - （39B番:現行路線 ひばりが丘団地 - 博多バスターミナル） - 呉服町 - 蔵本 - 天神 - 法務局前 - 大濠公園
- ■□ 1
  - (福岡空港前 - 宝満尾 - 月隈団地前 - 桜ヶ丘第四 - ひばりヶ丘団地 - 上宇美) - 柳原 - 飛岳団地 - 障子岳
    - 上宇美→福岡空港の片方向のみ現存路線。
- ■□ 2
  - 福岡空港前 - 宝満尾 - 月隈団地前 - 志免 - 下宇美 ‐ 原田橋

### 南福岡線
- ■ 11
  - 障子岳→飛岳団地→（11番:現行路線 JR宇美駅 - 大野北小学校前） - 山田 - 西鉄雑餉隈駅入口 - （11番:現行路線 寿町二丁目 - JR南福岡駅）
- ■ 43
  - （43番:現行路線 福岡空港 - 大野北小学校前）‐ 山田 ‐ 西鉄雑餉隈駅入口 ‐（43番:現行路線 寿町二丁目 - JR南福岡駅） - 雑餉隈車庫

### 都心循環(内回り)線
- ■ 100円循環（内回り）
  - (18)博多バスターミナル（3番のりば）→(17)駅前一丁目→(16)祇園町→(15)奥の堂→(14)呉服町→(13)土居町→(12)川端町・博多座前→(11)東中洲→(10)市役所北口・アクロス福岡前→(9)天神コア前→(8)天神大丸前→(6)春吉→(5)南新地→(4)キャナルイーストビル前→(3)TVQ前→(2)駅前四丁目→(1)博多駅（シティ銀行前）

### 100円ライナー線

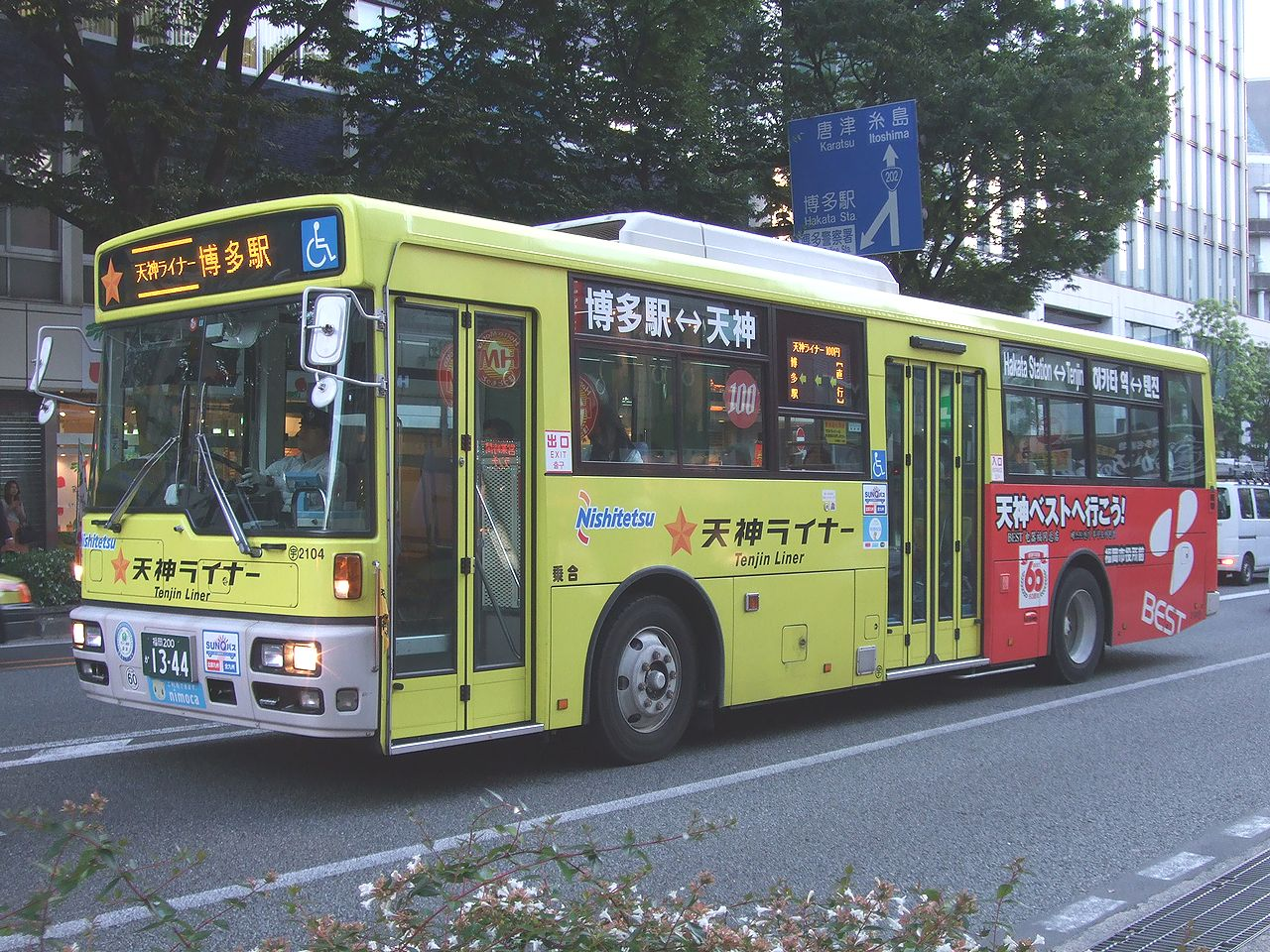
宇美営業所所属車両の都心循環バス「100円ライナー」

- ★ 100円ライナー(内回り)
  - (18)博多バスターミナル（3番のりば）→(14)呉服町→(12)川端町・博多座前→(9)天神コア前→(8)天神大丸前→(4)キャナルイーストビル前→(1)博多駅シティ銀行前

### キャナルシティライン線
- CANAL CITY LINE BUS
  - 博多駅前A → 駅前四丁目 → テレQ前 → キャナルシティ博多前 → 中洲・南新地 → 春吉 → 天神・福岡市役所前 → 天神ソラリアステージ前(福ビル街区) → 天神大丸前 → 春吉 → 中洲・南新地 → キャナルイーストビル前 → テレQ前 → 駅前四丁目 → 博多駅センタービル前F

### 福岡空港内連絡バス（特定輸送）
- 国内線ターミナル南（地下鉄福岡空港駅） - 国内線ターミナル北 - 貨物ターミナル前 - 国際線ターミナル

### 福岡空港ランプバス
アムステルダム行きのランプバスは特別ラッピングで宇美営業所の担当であった。現在は空港営業所が担当。当時の運用車両は、大型ノンステップバス2台（3305・3306）、ノンステップ車両1台（3417）とスロープ付大型ワンステップバス4台（3418・3419・9647・9648号車）であった。
現在は9647・9648を残し廃車済。9647・9648は空港営業所に所属し引き続きランプバスで使用中。

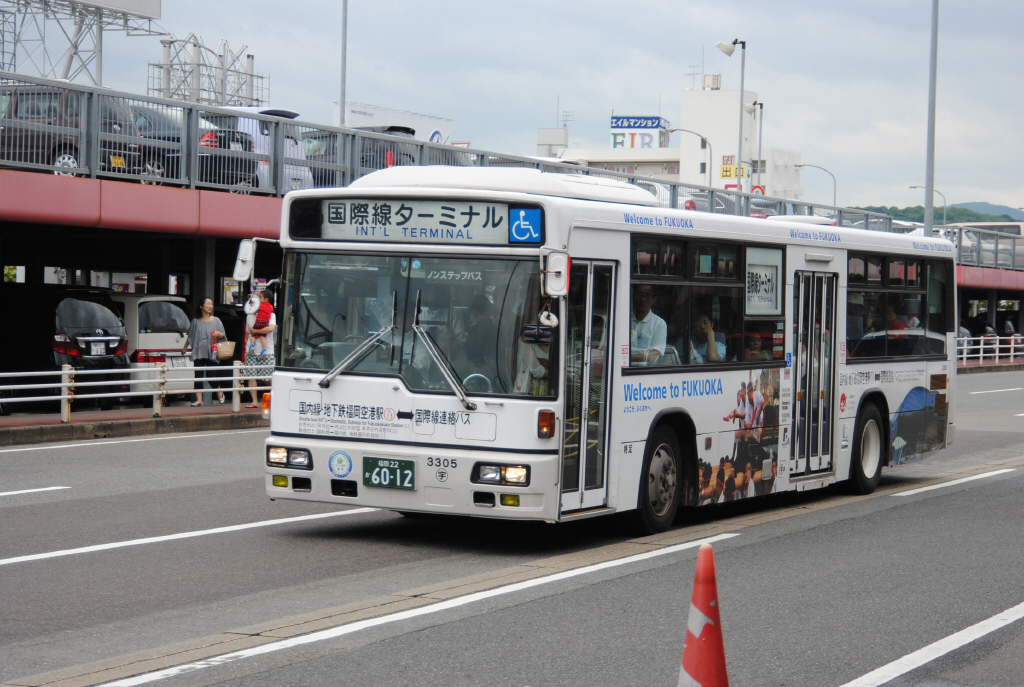
廃車済
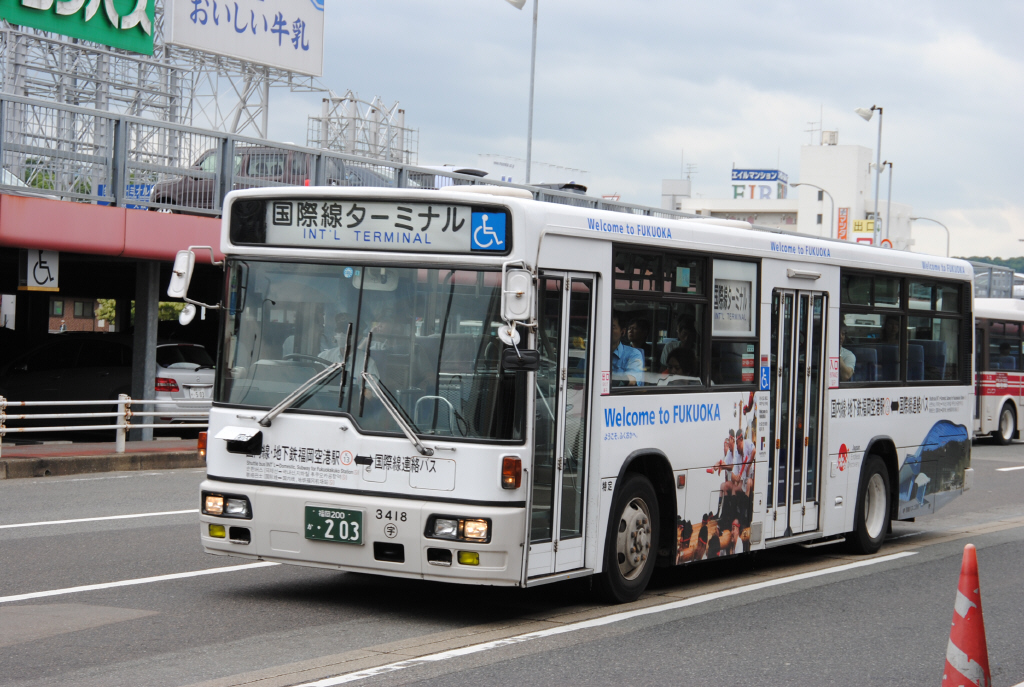
廃車済
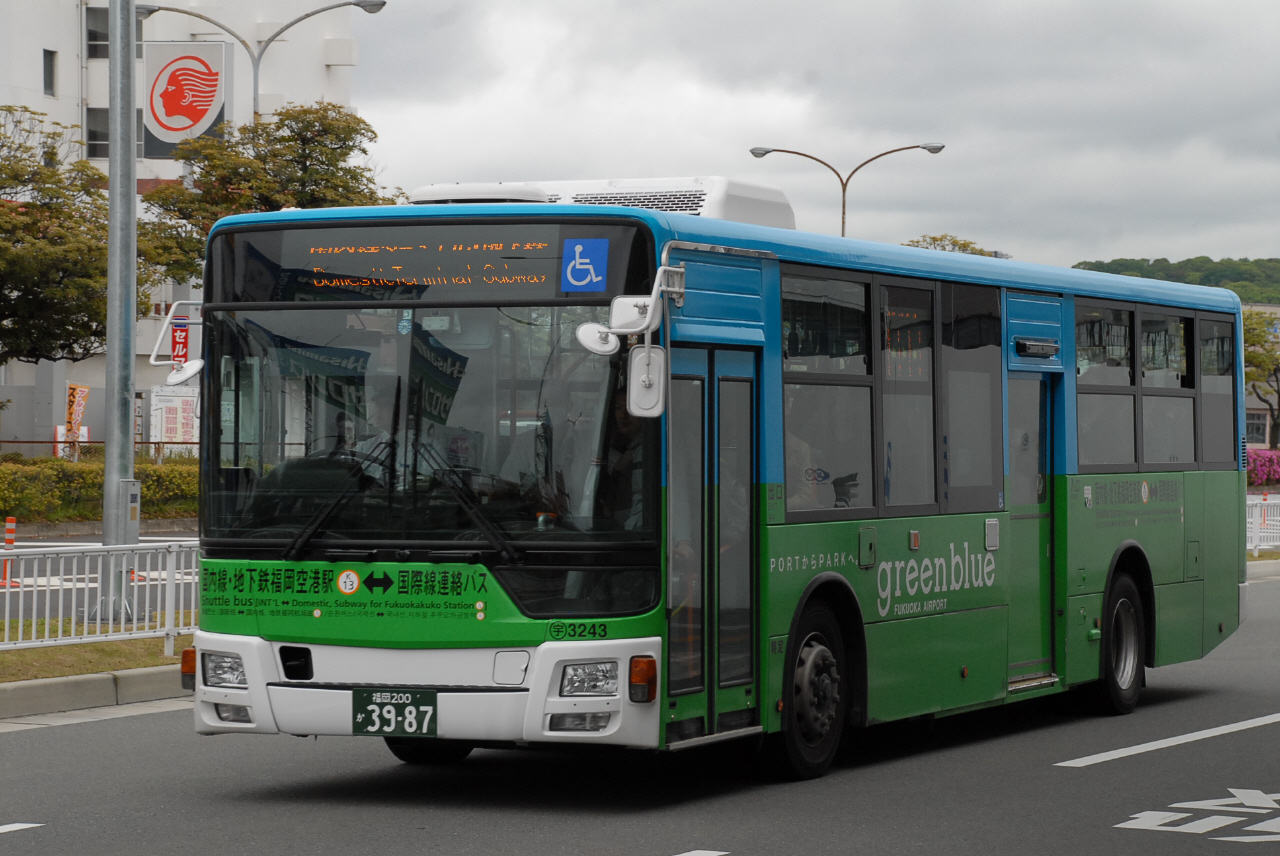
現在は竹下営業所所属
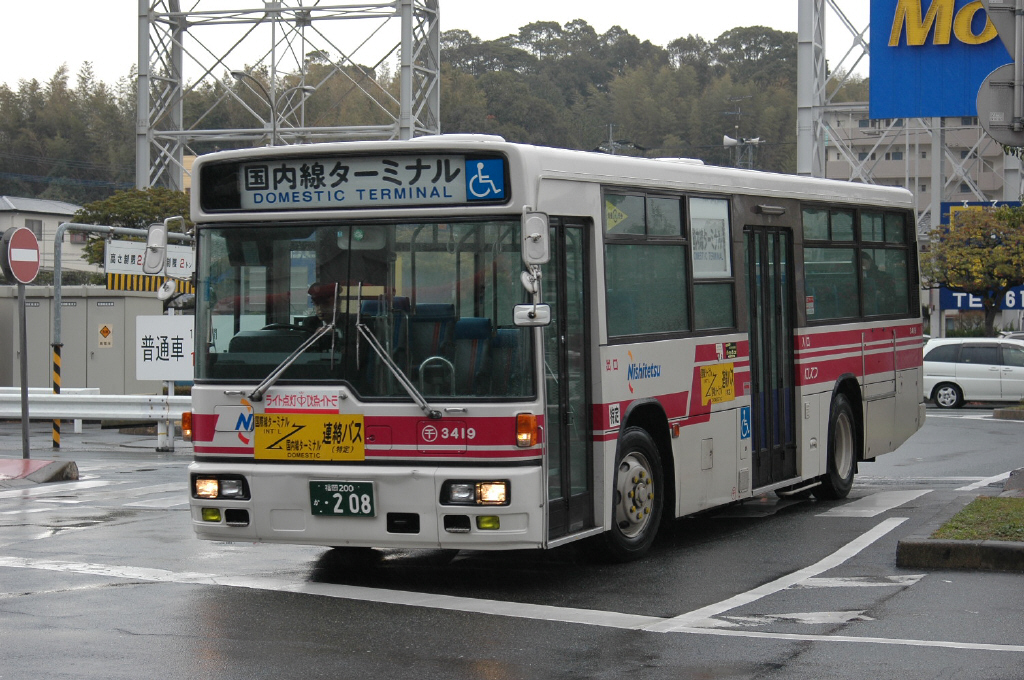
千代営業所時代

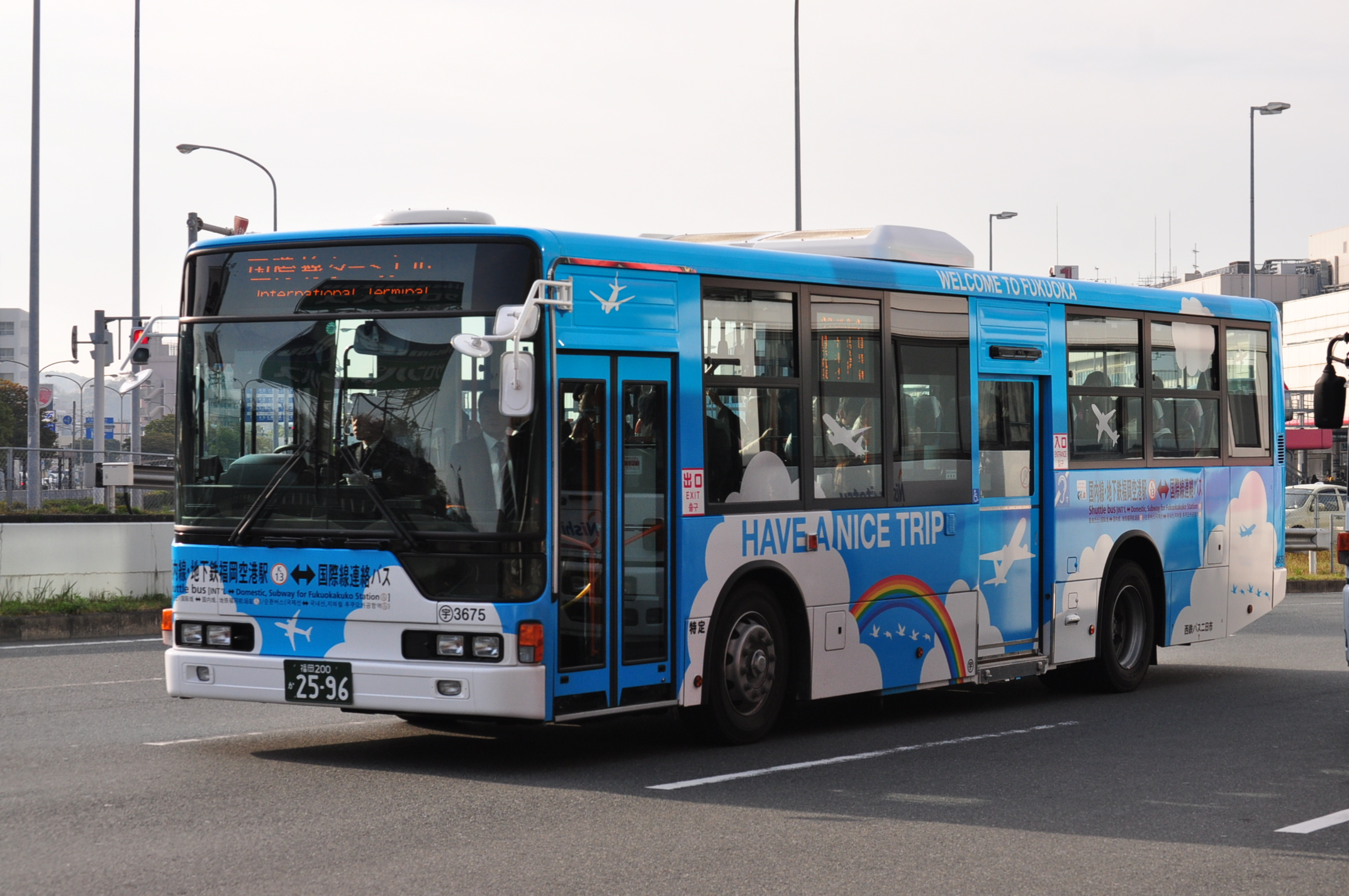
2012年導入車の当初のデザイン 現在は、ラッピング解除し、用途変更済。
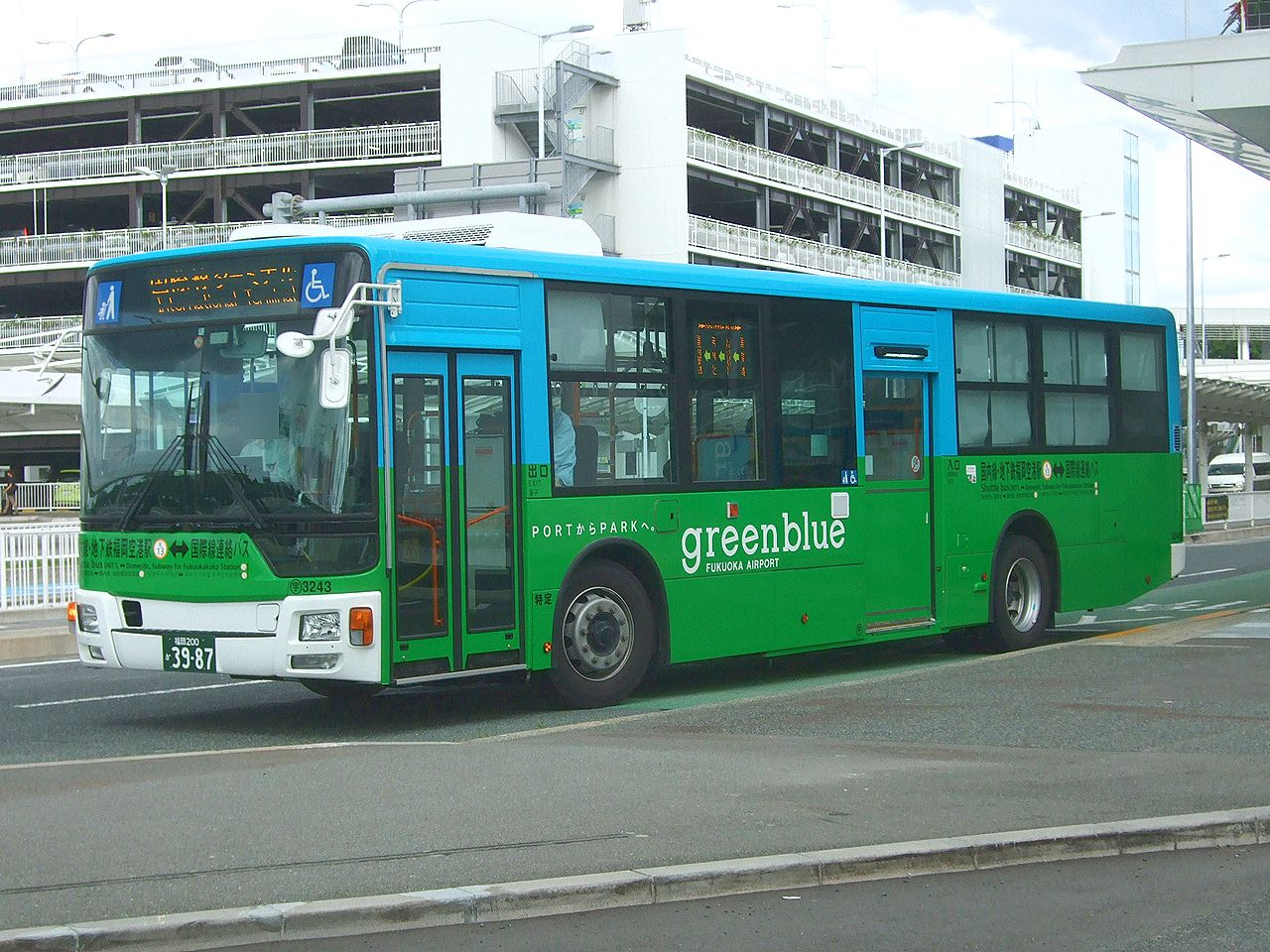
現行デザインの福岡空港内連絡バス

## 車両
- 路線車
  - 大型車はノンステップ車がいすゞエルガ・三菱ふそうエアロスター・日野ブルーリボンの純正ボディ、ワンステップ車がエルガ・エアロスター・日野ブルーリボンIIの純正ボディと西工B型架装のUDトラックス（日産ディーゼル）UA・スペースランナーRAが在籍。坂瀬線を受け持つ桜丘車庫はひばりヶ丘付近の勾配や都市高速を使用する関係上、強力なエンジンを搭載するスペースランナーRAが多数配置されているが、2020年3月には桜丘車庫初のノンステップ車（エアロスター）が2台配置された。
  - 中型車の配置は現在なし。過去には日野レインボーIIが2016年6月に宇美支社から南福岡線が移管された際に当営業所へ配置され、さらに2017年6月には都心循環線の減便で捻出された博多営業所からノンステップ車（7821号車）がいた。基本的に南福岡線でのみ運用されるが、ごく稀に他路線に使用されることがあった。
  - 2018年3月には100円循環バス廃止に伴い発生した余剰車のうち、中型ロングのノンステップ車2台（9624・9625号車）が転入し、南福岡線で運用開始した[2]が、2021年春ダイヤ改正で2台共転出された。
- 貸切車
  - 貸切車の配置は現在なし。過去には貸切車・スクールバス周辺の貸切用として、いすゞガーラHD(QTG-RU)が3台・日産ディーゼルスペースランナーUA(B高)が2台配置されていた。
  - 現在は貸切登録車として、一般路線で使用されている三菱ふそうエアロスター（車番3207）がいる。